# Drosophila expansa
Drosophila expansa är en tvåvingeart som beskrevs av Elmo Hardy 1965. Drosophila expansa ingår i släktet Drosophila och familjen daggflugor.
Artens utbredningsområde är Hawaii.